# 반지꼬리주머니쥐
반지꼬리주머니쥐(Pseudocheirus peregrinus)는 오스트레일리아 유대류의 일종이다. 다양한 서식지에서 살며, 토착종과 외래종 식물뿐만 아니라 다양한 잎, 꽃, 열매도 먹는다. 뉴질랜드에서는 발견되지 않는다. 이 주머니쥐는 또한 둥지에 머무는 낮 시간 동안에 자신이 배출한 대소변을 먹는다. 이 습성은 식분증(食糞症, Coprophagia)이라고 부르며, 자기 똥을 먹는 토끼 등의 행동과 비슷하다.